# Антитромботичні засоби
Антитромботичний засіб — це лікарський засіб, який зменшує утворення тромбів. Антитромботичні препарати можуть використовуватися терапевтично для профілактики (первинна та вторинна) або лікування небезпечного кров'язного згустку (гострого тромбу). У США Американський коледж лікарів-торакологів публікує клінічні рекомендації для клініцистів щодо використання цих препаратів для лікування та профілактики різноманітних захворювань.

## Процеси
Різні антитромботичні препарати впливають на різні процеси згортання крові:
- Антитромбоцитарні препарати обмежують міграцію або агрегацію тромбоцитів.
- Антикоагулянти обмежують здатність крові до згортання.
- Тромболітичні препарати розчиняють тромби після їх утворення.